# Litza
Litza (ryska: Западная Лица) är en flod i Ryssland.